# Новоанновка (Луганская область)
Новоанновка (укр. Новоганнівка) — посёлок в Краснодонском районе Луганской области. Находится под контролем самопровозглашенной Луганской Народной Республики. Центр Новоанновского сельсовета.

## Географическое положение
Посёлок расположен на реке Луганчик (приток Северского Донца).
Соседние населённые пункты: сёла Красное (выше по течению Луганчика) на юге, Переможное на юго-западе, Терновое на северо-западе, Катериновка, Видно-Софиевка, Комиссаровка, посёлок Новосветловка (все четыре ниже по течению Луганчика) на севере, Лысое на северо-востоке, Белоскелеватое, Габун на востоке, Придорожное, Самсоновка на юго-востоке.

## История
В ходе Великой Отечественной войны и немецкой оккупации селение пострадало, но в дальнейшем было восстановлено. В соответствии с семилетним планом развития народного хозяйства СССР (1959—1965) в населенном пункте было проложено 10 км водопровода, построено шесть животноводческих помещений и свыше 160 индивидуальных жилых домов.
По состоянию на начало 1968 года, численность населения составляла 1017 человек, здесь находились центральная усадьба совхоза им. Октябрьской революции (7500 га земли), отделение сельхозтехники, восьмилетняя школа, библиотека и клуб.
В июле 1995 года Кабинет министров Украины утвердил решение о приватизации находившегося здесь совхоза им. Октябрьской революции.
В сентябре 1999 года арбитражный суд Луганской области возбудил дело о банкротстве находившейся здесь райсельхозтехники.
С весны 2014 года в составе Луганской Народной Республики.

## Транспорт
Находится в 14 км от ближайшей железнодорожной станции Семейкино.
Через селение проходит шоссе Луганск - Краснодон.

## Достопримечательности
Братская могила «Память Неизвестному Солдату», лесопосадка, тройная балка.

## Местный совет
94470, Луганская обл., Краснодонский р-н, с. Новоанновка, ул. Советская, 34